# هپنهایم
شهر هپنهایم در ایالت هسن در کشور آلمان واقع شده‌است.